# Mikhaïl W. Ramseier

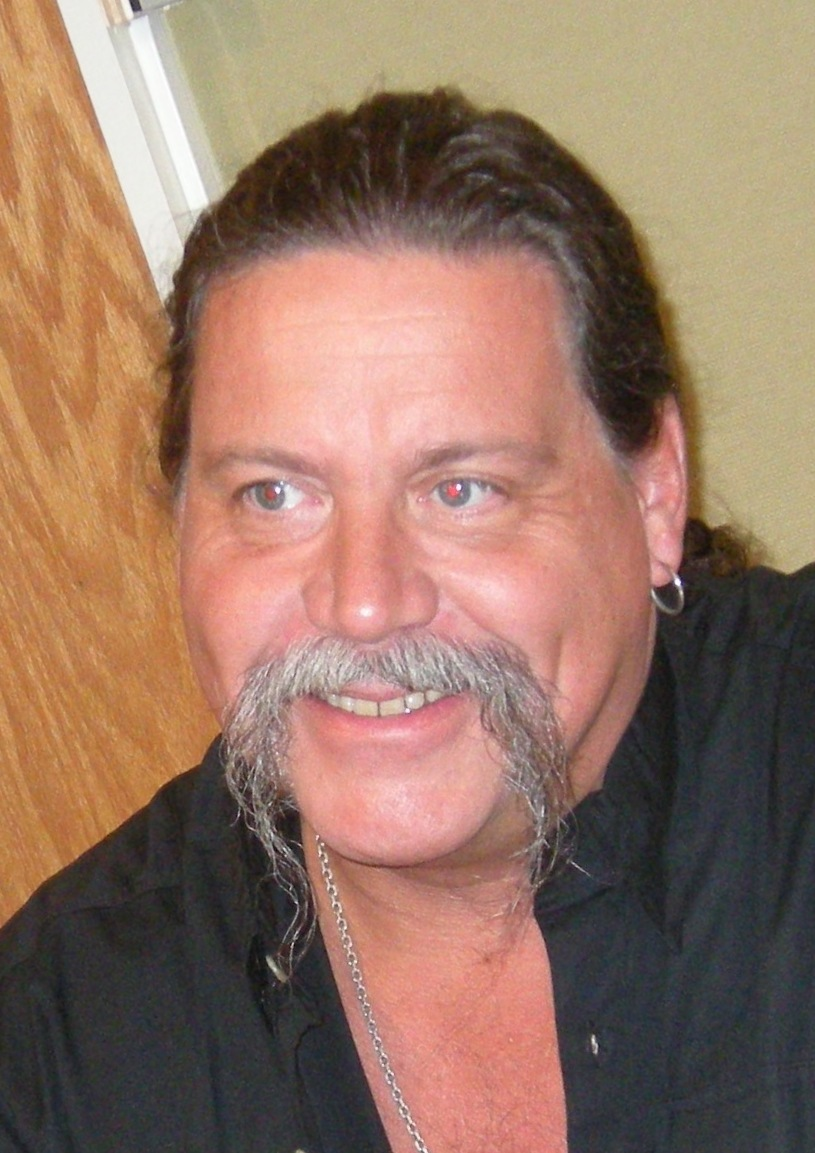
Mikhaïl Ramseier (2011)

Mikhaïl Wadimovitch Ramseier (* 5. Juni 1964 in Genf) ist ein französischsprachiger Schweizer Journalist und Schriftsteller.

## Werke

### Lyrik
- Le Démon du silence, Éditions Perret-Gentil, Genf 1981
- Vie et mort d’un vieillard, Genf 1983
- Les Îles au nord du monde, Genf 1985
- Cuivre érable, Genf 1993
- Fièvres dans la nuit, Paris 1996

### Romane
- Pulpa negra, Genf 2008, ISBN 978-2-940038-35-0
- Journal d’un naufragé, Genf 2008, ISBN 978-2-940038-36-7
- Otchi Tchornya, Montreal 2010, ISBN 9782923603872
- Nigrida, Montreal 2012, ISBN 978-2-89671-012-6
- Noir Linceul, Montreal 2013, ISBN 978-2-89671-093-5
- Catacombes. Roman crépusculaire, Montreal 2014, ISBN 978-2-89671-114-7 (= Les Particules réfractaires, Band 1)
- Hooligans. Roman chaotique, Montreal 2014, ISBN 978-2-89671-126-0 (= Les Particules réfractaires, Band 2)
- Marges. Roman anarchique, Genf 2016, ISBN 978-2-940038-41-1 (= Les Particules réfractaires, Band 3)
- Black market, Genf 2020, ISBN 978-2-940038-42-8

### Essays
- Moscou, Genf 2000
- Saint-Pétersbourg, Genf 2000
- La Voile noire des pirates. Aventuriers des Caraïbes et de l’Océan Indien, Lausanne 2006
- Cosaques. Histoire de la Cosaquerie et des révoltes associées, Genf 2009